# Mareil-en-France
Mareil-en-France ist eine französische Gemeinde mit 721 Einwohnern (Stand: 1. Januar 2022) im Département Val-d’Oise in der Region Île-de-France; sie gehört zum Arrondissement Sarcelles und zum Kanton Fosses (bis 2015: Kanton Luzarches). Die Einwohner werden Mareillois genannt.

## Geographie
Mareil-en-France liegt etwa 24 Kilometer nordnordöstlich von Paris. Der Croult fließt durch die Gemeinde. Umgeben wird Mareil-en-France von den Nachbargemeinden Épinay-Champlâtreux im Norden und Nordwesten, Jagny-sous-Bois im Norden und Nordosten, Châtenay-en-France im Osten, Fontenay-en-Parisis im Süden und Osten, Le Mesnil-Aubry im Süden und Südwesten sowie Villiers-le-Sec im Westen.
Durch die Gemeinde führt die Route nationale 104 (die sog. Francilienne).

## Bevölkerungsentwicklung
| Jahr                      | 1962 | 1968 | 1975 | 1982 | 1990 | 1999 | 2006 | 2013 |
| Einwohner                 | 330  | 315  | 369  | 450  | 475  | 498  | 576  | 695  |
| Quelle: Cassini und INSEE |      |      |      |      |      |      |      |      |

## Sehenswürdigkeiten
- Kirche Saint-Martin, im 16. Jahrhundert erbaut, Westfassade aus dem 19. Jahrhundert, Monument historique seit 1914
- Rathaus
- Herrenhaus Notre-Dame
- Großer Gutshof mit den Resten der früheren Burg Mareil
- Waschhaus

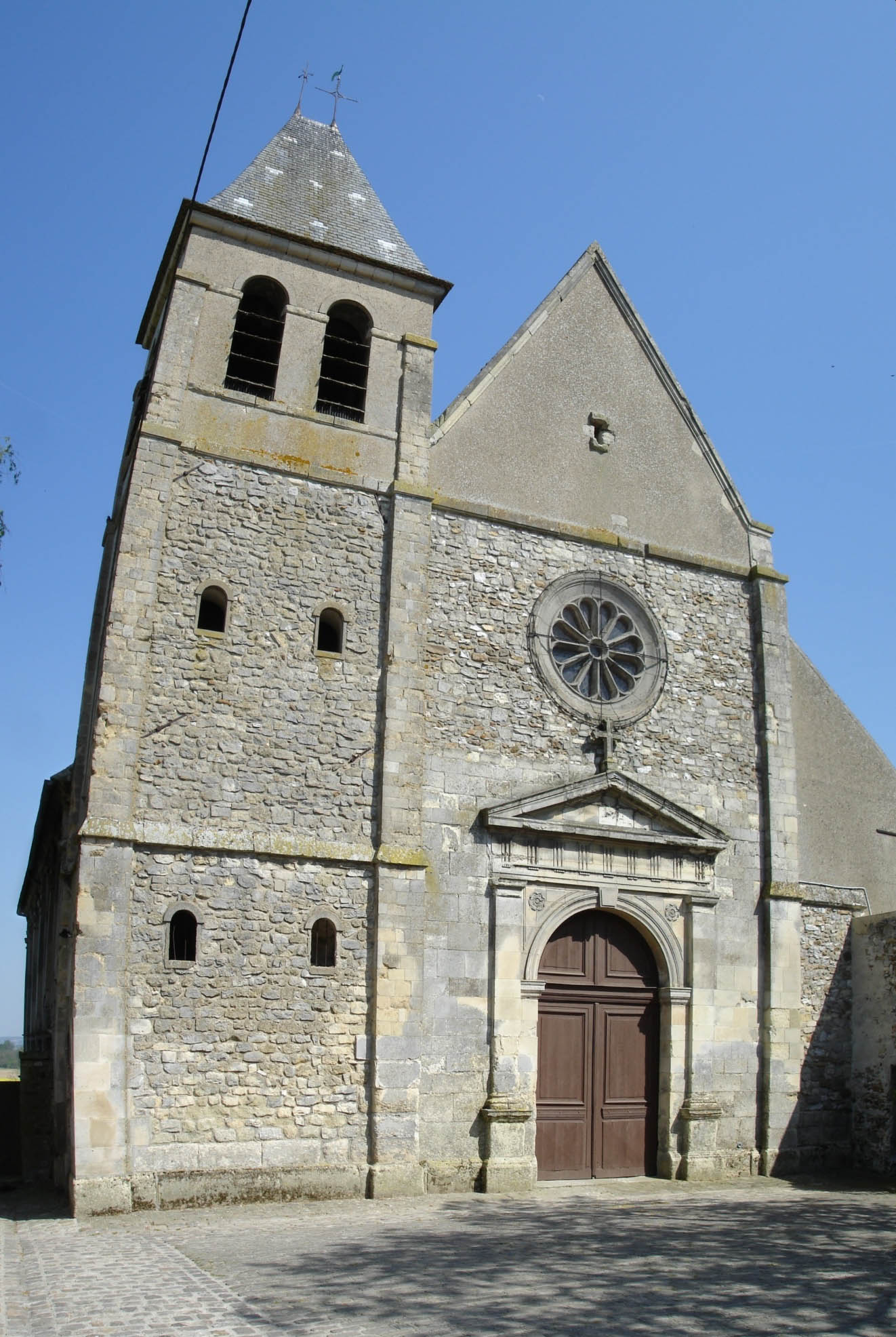
Kirche Saint-Martin
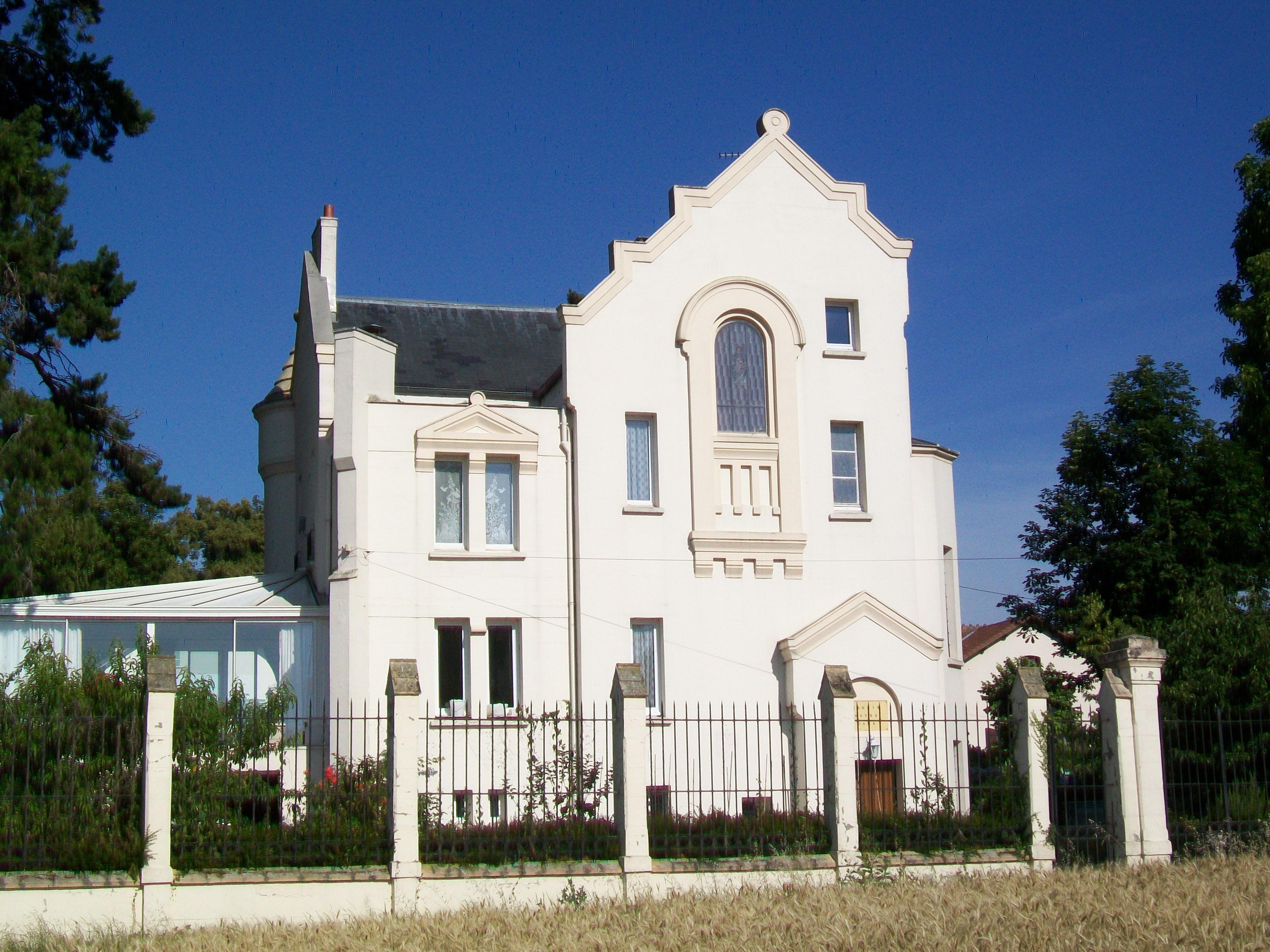
Herrenhaus Notre-Dame
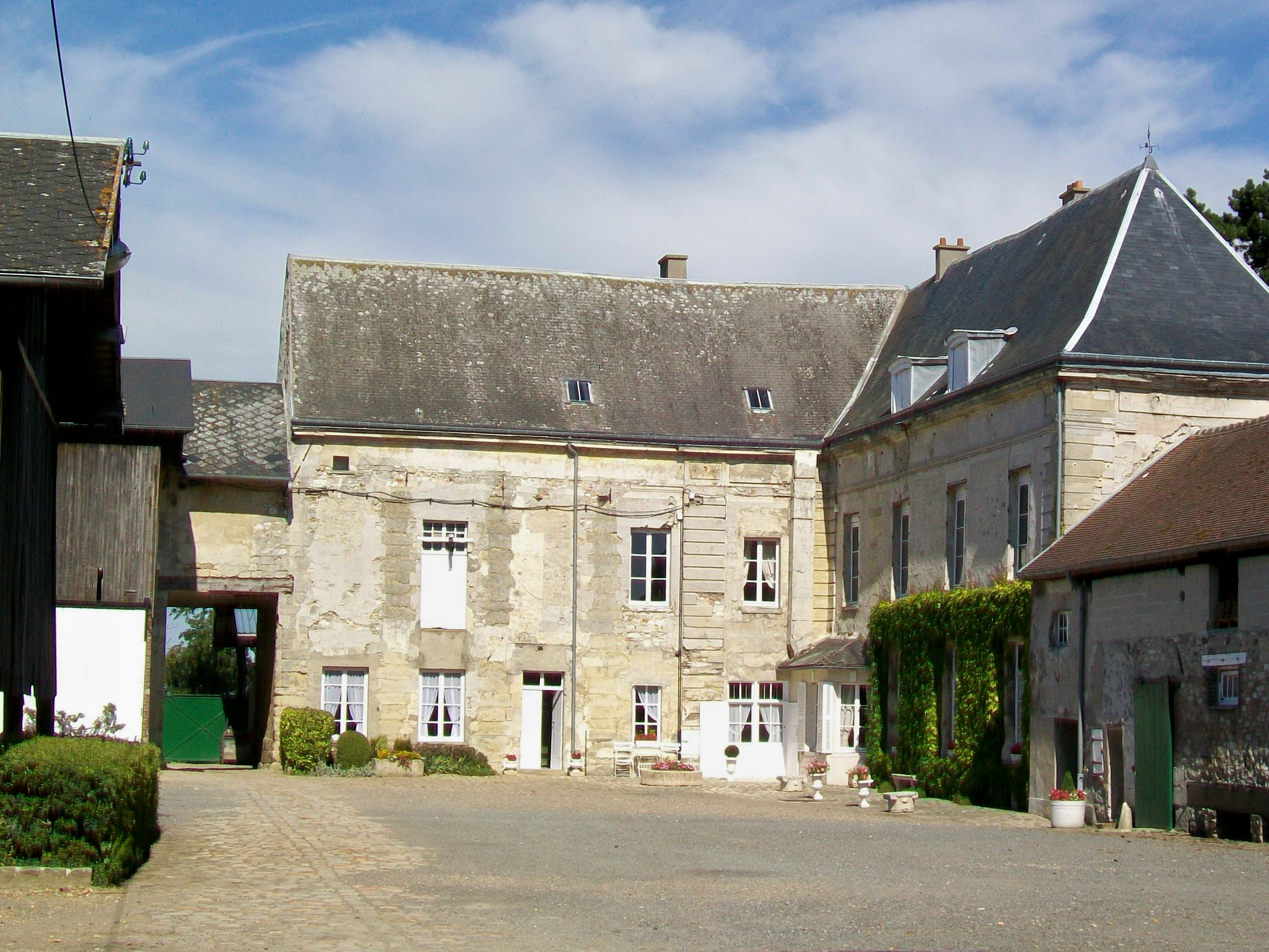
Großer Gutshof

## Söhne und Töchter der Stadt
- Jacques Coulon (* 1942), Autorennfahrer